# Sofia Smidovitx
Sofia Nikolaevna Smidovitx, (en rus: Софья Николаевна Смидович, Черносвитова, Луначарская; Tula, 20 de març de 1872 – Moscou, 26 de novembre de 1934), fou una revolucionària i política soviètica.

## Biografia
Nascuda en una família aristocràtica, va militar al Partit Obrer Socialdemòcrata Rus des de 1898. Arrestada diverses vegades per la policia tsarista per activitat subversiva, després de la Revolució de Febrer de 1917 va ser secretària del Comitè Regional Moscovita del Partit Bolxevic i després de la Revolució d'Octubre va ser cap de l'Oficina d'Informació i secretària del Presídium del Soviet de Moscou. Entre 1918 i 1919 va formar part del col·legi del Departament d'educació popular de Moscou, entre 1919 i 1922 va ser directora de la secció femenina del Comitè de governació de Moscou del Partit Comunista de la Unió Soviètica (bolxevic). Entre 1922 i 1924 va dirigir el Departament de Treballadors i Camperols del Comitè Central del Partit Comunista, després del qual va ser membre de la Comissió de Control Central fins al 1930. Entre 1931 i 1932 va ser vicepresidenta del Comitè per a la millora de les condicions laborals i de vida de les dones al Comitè Executiu Central de la Unió Soviètica i, des del 1932 fins a la mort, dos anys després, va exercir la seva funció a l'Associació dels Vells Bolxevics.
Va estar casada en primeres noces amb Platon Lunatxarski, germà d'Anatoli Lunatxarski, amb qui va tenir una filla, Tatiana. Quan aquest va morir es casà amb Piotr Smidovitx.